# Oxford

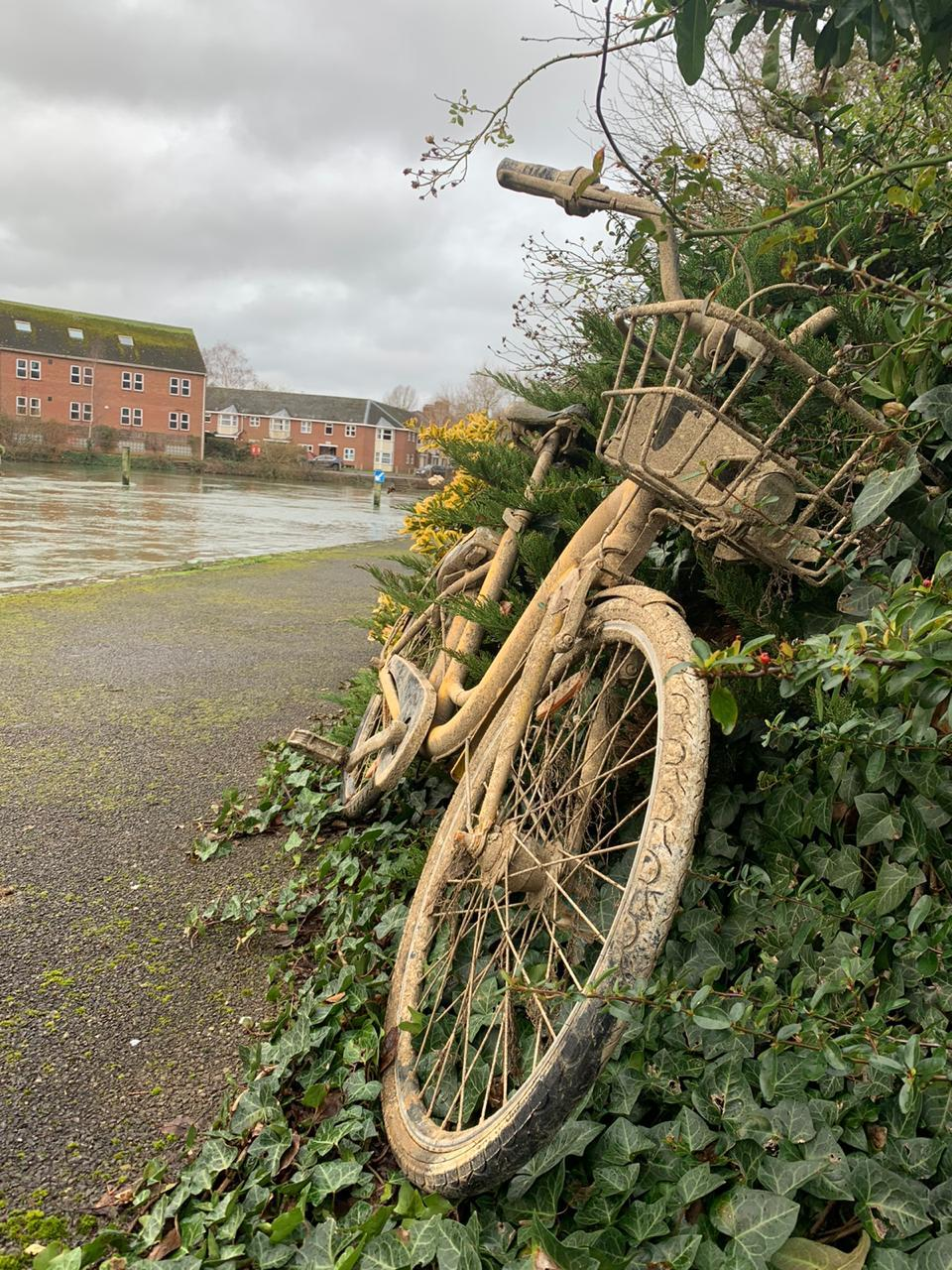
Bicicleta en Oxford durante invierno

Oxford es una ciudad universitaria británica ubicada en el condado de Oxfordshire, en Inglaterra, y es la sede de la Universidad de Oxford, la universidad más antigua en el mundo anglófono. Corresponde a la ubicación de la Torre Carfax, a la que se considera el centro de la ciudad. 
Se la conoce como «la ciudad de las agujas de ensueño», expresión acuñada por Matthew Arnold para describir la armonía en la arquitectura de los edificios universitarios. Siempre ha sido un asunto de mucho interés la relación ocasionalmente tensa entre "el pueblo y la academia", que en 1355 derivó en una revuelta con varios estudiantes universitarios muertos. A diferencia de su gran rival, Cambridge, Oxford es una ciudad industrial, asociada principalmente con la industria automotriz en el suburbio de Cowley.

## Historia

### Medieval
Oxford se estableció por primera vez en los tiempos sajones y fue conocida inicialmente como "Oxenaforda", que significa "Ford of the Oxen" ("Vado de los bueyes") (según la Sociedad de las nomenclaturas de lugares de Inglaterra, que se basan en una referencia en la obra de Florence de Worcester, Chronicon ex chronicis); los vados eran más comunes que los puentes en ese momento. Comenzó con el establecimiento de un cruce en el río para los bueyes alrededor del 900 d. C. En el siglo X, Oxford se convirtió en una importante frontera militar entre los reinos de Mercia y Wessex y en varias ocasiones fue atacada por los danos.
Oxford fue fuertemente dañada durante la conquista normanda de Inglaterra de 1066. Después de la conquista, la ciudad fue asignada a un gobernador, Robert D'Oyly, quien ordenó la construcción del castillo de Oxford para reafirmar la autoridad normanda sobre la zona. Se cree que el castillo nunca ha sido utilizado con fines militares y sus restos han sobrevivido hasta nuestros días. D'Oyly estableció una comunidad monástica en el castillo consistente en una capilla y cuartos para los monjes (St George in the Castle). La comunidad nunca creció mucho, pero ganó su lugar en la historia como uno de los lugares más antiguos de educación formal de Gran Bretaña. Fue allí donde en 1139 el clérigo y escritor galés Godofredo de Monmouth escribió su Historia Regum Britanniae, una recopilación de la materia de Bretaña.

## Transporte

### Carretera
Oxford está situada a unos 80 kilómetros (50 millas) al noroeste de Londres; las ciudades están unidas por la autopista M40, que también enlaza al norte con Birmingham.

### Ferrocarril
El tren comunica Oxford con Londres (estaciones de Paddington o Marylebone), Bournemouth, Worcester (a través de la Cotswold Line) y Bicester. La ciudad también tiene servicios regulares de tren hacia el norte a Birmingham, Coventry, Mánchester, Escocia, entre otros lugares. El servicio ferroviario que conectaba Oxford y Cambridge, conocido como la Varsity Line ("Línea universitaria"), dejó de funcionar en 1968.

### Otros transportes
El Canal de Oxford conecta con el río Támesis en Oxford.
El aeropuerto de Oxford en Kidlington ofrece servicios aéreos de negocios y generales

## Educación superior
En la ciudad de Oxford hay dos universidades: la Universidad de Oxford y la Brookes University. 
Además, la escuela de negocios francesa EM Normandie posee un campus en el centro de la ciudad desde 2014. Comparte sus edificios con el City of Oxford College (Activate Learning). Recibe cada año aproximadamente doscientos estudiantes de Francia o estudiantes de intercambio de las universidades asociadas a EM Normandie.

## Medios de comunicación
Además de las emisoras de radio de la BBC de ámbito nacional, en Oxford y sus alrededores hay varias emisoras, como BBC Oxford, Heart Thames Valley, Glide FM, Jack FM y Oxford Student Radio. También hay una emisora de televisión local, Six TV, y The Oxford Channel, que cerró en abril de 2009.
Los periódicos locales más leídos son The Oxford Times (semanal, formato compacto), su periódico hermano The Oxford Mail (diario, tabloide) y The Oxford Star (periódico gratuito con opción de entrega, tabloide) y el Oxford Journal (periódico semanal gratuito, tabloide). Además, muchas agencias de publicidad tienen su sede en Oxford. El Daily Information es un periódico de eventos y publicidad que se publica desde 1964 y que ahora también ofrece un sitio web relacionado. Nightshift es una revista mensual gratuita que cubre la escena musical de Oxford desde 1991.

## Literatura en Oxford

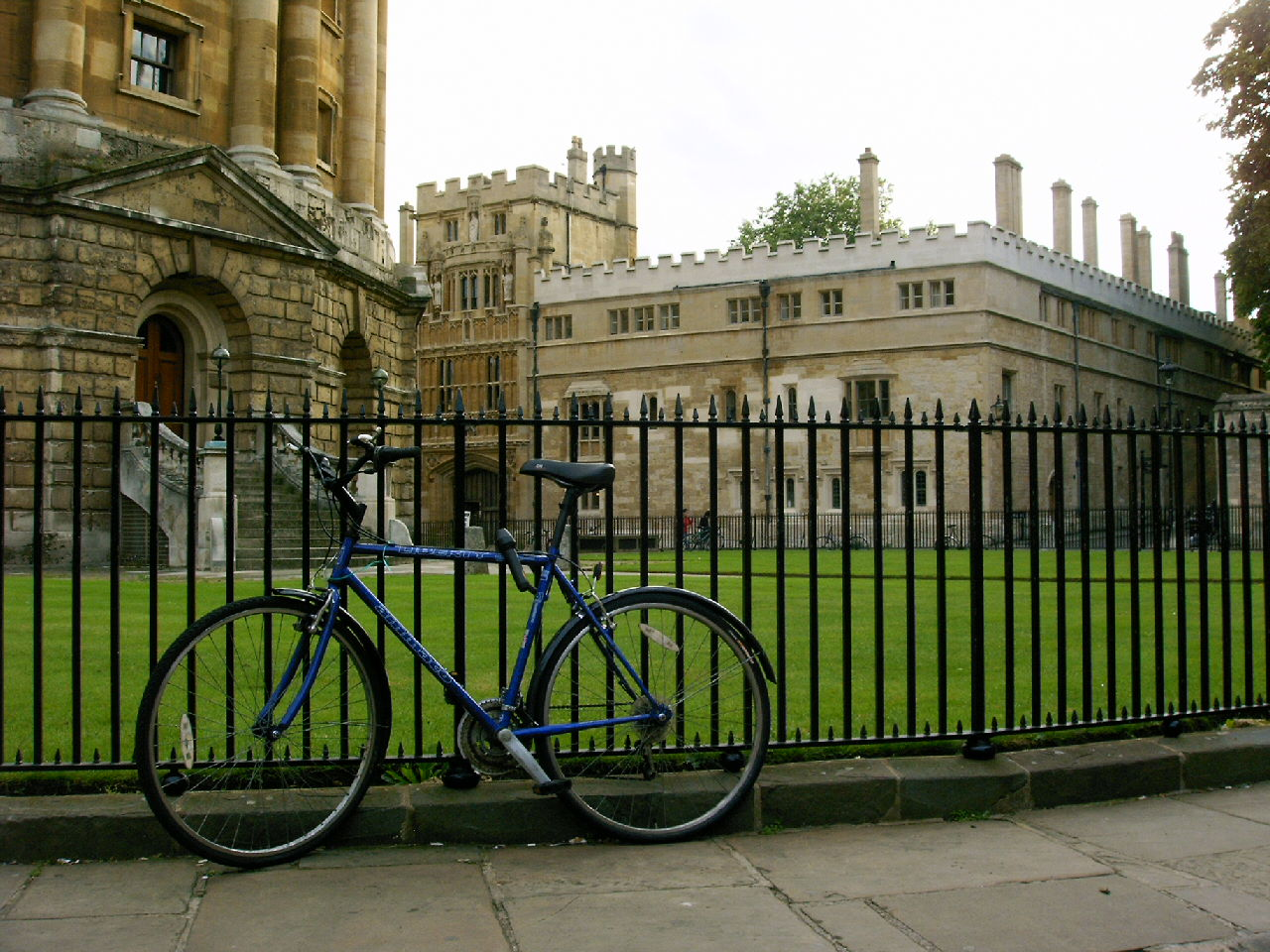
Bicicleta en Oxford, transporte alternativo.

Algunos de los autores famosos de Oxford son:
- Vera Brittain, que estudió en el Somerville College.
- A.S. Byatt, que estudió en el Somerville College.
- Lewis Carroll (cuyo nombre real era Charles Dodgson), profesor de la Christ Church College.
- Susan Cooper, que estudió en el Somerville College.
- Colin Dexter, que escribió y basó sus novelas de misterio del Inspector Morse en Oxford.
- Michael Innes (J. I. M. Stewart), del Christ Church College.
- C. S. Lewis, que perteneció al Magdalen College.
- Oscar Wilde, que estudió en el Magdalen College.
- Iris Murdoch, que estudió en el Somerville College.
- Dorothy L. Sayers, que estudió en el Somerville College
- J. R. R. Tolkien, que estudió en el Exeter College y fue profesor de lengua y literatura inglesa en el Merton College.

Oxford ha sido usada por muchos escritores como escenario de sus novelas. Algunas de ellas son:
- La materia oscura (1996) por Philip Pullman, quien estudió en el Exeter College (en la trilogía, la Universidad de Oxford es llamada «Colegio Jordán», y Oxford es la ciudad natal de los personajes principales).
- Jude the Obscure (1895) por Thomas Hardy (en la que Oxford es nombrada como «Christminster»).
- Zuleika Dobson (1911) por Max Beerbohm (Merton).
- Gaudy Night (1935) por Dorothy L. Sayers (Somerville).
- Brideshead Revisited (1945) por Evelyn Waugh (Hertford).
- Todas las almas (1989) por Javier Marías (All Souls College, Oxford).
- Crímenes imperceptibles (2003) por Guillermo Martínez (esta novela recibió el Premio Planeta de Argentina).

## Hermanamientos
La ciudad de Oxford ha tenido, a lo largo de su historia, diversos hermanamientos con ciudades de varios continentes:
- Bonn (Alemania)
- Grenoble (Francia)
- Leiden (Países Bajos)
- León (Nicaragua)
- Perm (Rusia)
- Umeå (Suecia)
- Oxford (Míchigan, Estados Unidos)
- Medellín (Colombia)